# Буквик Доњи
Буквик Доњи је насељено мјесто у Босни и Херцеговини у Брчко дистрикту. Према попису становништва из 1991. у насељу је живјело 212 становника.

## Становништво
| Националност       | 1991.        |
| Срби               | 192 (90,57%) |
| Југословени        | 16 (7,55%)   |
| Хрвати             | 3 (1,41%)    |
| остали и непознато | 1 (0,47%)    |
| Укупно             | 212          |